# Petra Dallmann
Petra Dallmann, född 21 november 1978 i Freiburg im Breisgau, är en tysk simmare.
Dallmann blev olympisk bronsmedaljör på 4 x 200 meter frisim vid sommarspelen 2004 i Aten.